# Mogi das Cruzes
Mogi das Cruzes (ibland även stavat Moji das Cruzes) är en stad och kommun i Brasilien och ligger i delstaten São Paulo. Staden ingår i São Paulos storstadsområde och har cirka 350 000 invånare i centralorten och över 400 000 invånare i hela kommunen.

## Administrativ indelning
Kommunen var år 2010 indelad i åtta distrikt:
- Biritiba-Ussu
- Brás Cubas¹
- Cezar de Souza¹
- Jundiapeba¹
- Mogi das Cruzes¹
- Quatinga
- Sabaúna
- Taiaçupeba

¹ Utgör centrala Mogi das Cruzes.

## Notabla personer från Mogi das Cruzes
- Neymar da Silva Santos Junior (Neymar jr) (Fotbollsspelare)